# Žiga Mlakar
Žiga Mlakar (Celje, 16 de mayo de 1990) es un jugador de balonmano esloveno que juega de lateral derecho en el RK Celje. Es internacional con la selección de balonmano de Eslovenia.
Su primer gran campeonato con la selección fue el Campeonato Europeo de Balonmano Masculino de 2018.

## Palmarés

### Celje
- Liga de balonmano de Eslovenia (6): 2014, 2016, 2017, 2018, 2022, 2023
- Copa de Eslovenia de balonmano (7): 2012, 2013, 2014, 2016, 2017, 2018, 2023

## Clubes
| Club              | País      | Año         |
| ----------------- | --------- | ----------- |
| RK Celje          | Eslovenia | 2010 - 2014 |
| RK Maribor Branik | Eslovenia | 2014 - 2015 |
| RK Celje          | Eslovenia | 2015 - 2018 |
| Orlen Wisła Płock | Polonia   | 2018 - 2020 |
| RK Zagreb         | Croacia   | 2020        |
| RK Celje          | Eslovenia | 2020 - Act. |